# Ceva-i-Ra
Ceva-i-Ra oder Theva-i-Ra (bis 1976 Conway-Riff bzw. Conway Reef) ist ein atollförmiges Korallenriff 450 km südwestlich der Fidschiinseln. Politisch gehört es zur Republik Fidschi und wird administrativ der Provinz Nadroga-Navosa in der Western Division zugeordnet. 

## Geographie
Das Riff liegt mit 450 km Entfernung weit abseits der eigentlichen Fidschiinseln, die sonst maximal 75 km Entfernung zwischen benachbarten Inseln aufweisen (abgesehen von den Rotuma-Inseln, welche ebenfalls zwar politisch, nicht aber geografisch zu den Fidschiinseln gehören). Die nächstgelegene Insel ist die Hunter-Insel 270 km westsüdwestlich, die politisch zu Neukaledonien gehört, jedoch auch von Vanuatu beansprucht wird. Ceva-i-Ra ist von Osten nach Westen 2,5 km lang und einen Kilometer breit und nimmt eine Gesamtfläche von rund zwei Quadratkilometern ein, einschließlich Lagune und Riffkranz. In der Mitte des Riffs befindet sich eine kleine Sandinsel, 320 mal 73 Meter, mit einer Fläche von rund zwei Hektar und einer Höhe von 2 m über dem Meer. Das gestrandete Wrack eines Küstenmotorschiffs liegt 240 Meter südlich der Insel, und ein gestrandetes Fischereischiff liegt am nordöstlichen Ende des Riffs. Insgesamt liegen drei Schiffswracks auf dem Riff, aus den Jahren 1979, 1981 und 2008. Das letzte Wrack war das chinesische Fischereischiff Shin Sheng No. 165. Das Riff ist unbewohnt, außer von Seevögeln, die kaum Scheu vor Menschen zeigen. Die Behörden Fidschis erteilen nur in Ausnahmefällen eine Besuchserlaubnis, um das Riff zu schützen. Landungsversuche auf der Insel des Riffs sollten nur bei Flut in Booten mit geringem Tiefgang unternommen werden. Die Navigation zwischen den Korallenstöcken erfordert äußerste Vorsicht.

## Geschichte
1838 nahm Royal Navy Captain Drinkwater Bethune der HMS Conway Notiz von dem Riff, aber es wurde erst Jahre später durch die Briten kartiert, durch Captain Denham der HMS Herald.
1983 wurde etwas Vegetation auf der Insel festgestellt, jedoch keine 1985. 2009 war auf einem Foto Vegetation zu erkennen, es ist allerdings unklar, ob die Vegetation dauerhaft überleben kann.